# Anthony Page
Anthony Page (* 21. September 1935, Bangalore, Karnataka, Indien) ist ein britischer Bühnen- und Filmregisseur.

## Leben und Wirken
In Indien als Sohn britischer Eltern geboren, besuchte Anthony Page die University of Oxford, wo er seine ersten Erfahrungen in der Schauspielerei und Regie bei studentischen Produktionen sammelte. Page ging nach New York, um in der Schauspielschule Neighborhood Playhouse School of the Theatre von Sanford Meisner aufgenommen zu werden. Als Produktionsassistent wurde er am Londoner Royal Court Theatre verpflichtet. Sechs Jahre später übernahm er die künstlerische Leitung des Royal Court. Nach umfangreichen Theaterproduktionen und Studien in London inszenierte er 1965 mit Inadmissible Evidence seine erste Broadway-Produktion. Drei Jahre später hatte er mit der Verfilmung des Stückes sein Debüt als Filmregisseur.
Zu seinen weiteren Filmen zählten Ich hab’ dir nie einen Rosengarten versprochen (1977) und Tödliche Botschaft (1979), ein Remake von Hitchcocks Eine Dame verschwindet. Viele seiner Arbeiten waren auf die Größe eines Fernsehbildschirmes konzipiert, darunter auch seine impressionistischen "Live-On-Tape"-Produktionen Pueblo (1973) und The Missiles of October (1974).
Page arbeitete zudem auf dem Gebiet der Fernsehbiografien. So drehte er die zwei Bill-Filme mit Mickey Rooney, und auch FDR: The Last Year (1980), The Patricia Neal Story (1981) und Grace Kelly (1983).

## Filmografie (Auswahl)
- 1968: Inadmissible Evidence
- 1973: Pueblo (Fernsehfilm)
- 1974: Alpha Beta (Fernsehfilm)
- 1974: The Missiles of October (Fernsehfilm)
- 1975: F. Scott Fitzgerald in Hollywood (Fernsehfilm)
- 1976: Collision Course: Truman vs. MacArthur (Fernsehfilm)
- 1977: Ich hab’ dir nie einen Rosengarten versprochen (I Never Promised You A Rose Garden)
- 1978: Absolution
- 1979: Tödliche Botschaft (The Lady Vanishes)
- 1980: F.D.R.: The Last Year (Fernsehfilm)
- 1980: Sheppey (Fernsehfilm)
- 1981: Early Days (Fernsehfilm)
- 1981: Triumph der Liebe (The Patricia Neal Story, Fernsehfilm)
- 1981: Mein Freund Bill (Bill, Fernsehfilm)
- 1982: Johnny Belinda (Fernsehfilm)
- 1983: Grace Kelly (Fernsehfilm)
- 1983: Bill: On His Own (Fernsehfilm)
- 1984: Versteckt (Forbidden)
- 1985: Ich muß sie töten (Murder: By Reason of Insanity, Fernsehfilm)
- 1986: Geschlechtsumwandlung – I Change My Life (Second Serve, Fernsehfilm)
- 1986: Monte Carlo (Miniserie, 2 Episoden)
- 1987: Ein Haufen Lügen (Pack of Lies, Fernsehfilm)
- 1988: Scandal in Town (Scandal in a Small Town, Fernsehfilm)
- 1989: The Nightmare Years (Miniserie, 4 Episoden)
- 1991: Tschernobyl – Die letzte Warnung (Chernobyl: The Final Warning, Fernsehfilm)
- 1993: Gäste des Kaisers (Silent Cries, Fernsehfilm)
- 1994: Middlemarch (Miniserie, 7 Episoden)
- 1998: Die menschliche Bombe – Todesangst im Klassenzimmer (Human Bomb, Fernsehfilm)
- 2008: My Zinc Bed (Fernsehfilm)

## Broadway
- 1965–1966: Inadmissible Evidence
- 1983–1984: Heartbreak House
- 1997: A Doll's House
- 2003–2004: Cat on a Hot Tin Roof
- 2005: Who's Afraid of Virginia Woolf?
- 2009: Waiting for Godot

## Auszeichnungen
- 1974: Emmy-Nominierung für Pueblo
- 1975: Emmy-Nominierung für The Missiles of October
- 1982: DGA-Award-Nominierung für The Patricia Neal Story
- 1995: BAFTA-TV-Award-Nominierung für Middlemarch
- 1997: Tony Award für A Doll’s House